# Enfant
Pour les articles homonymes, voir Enfant (homonymie).

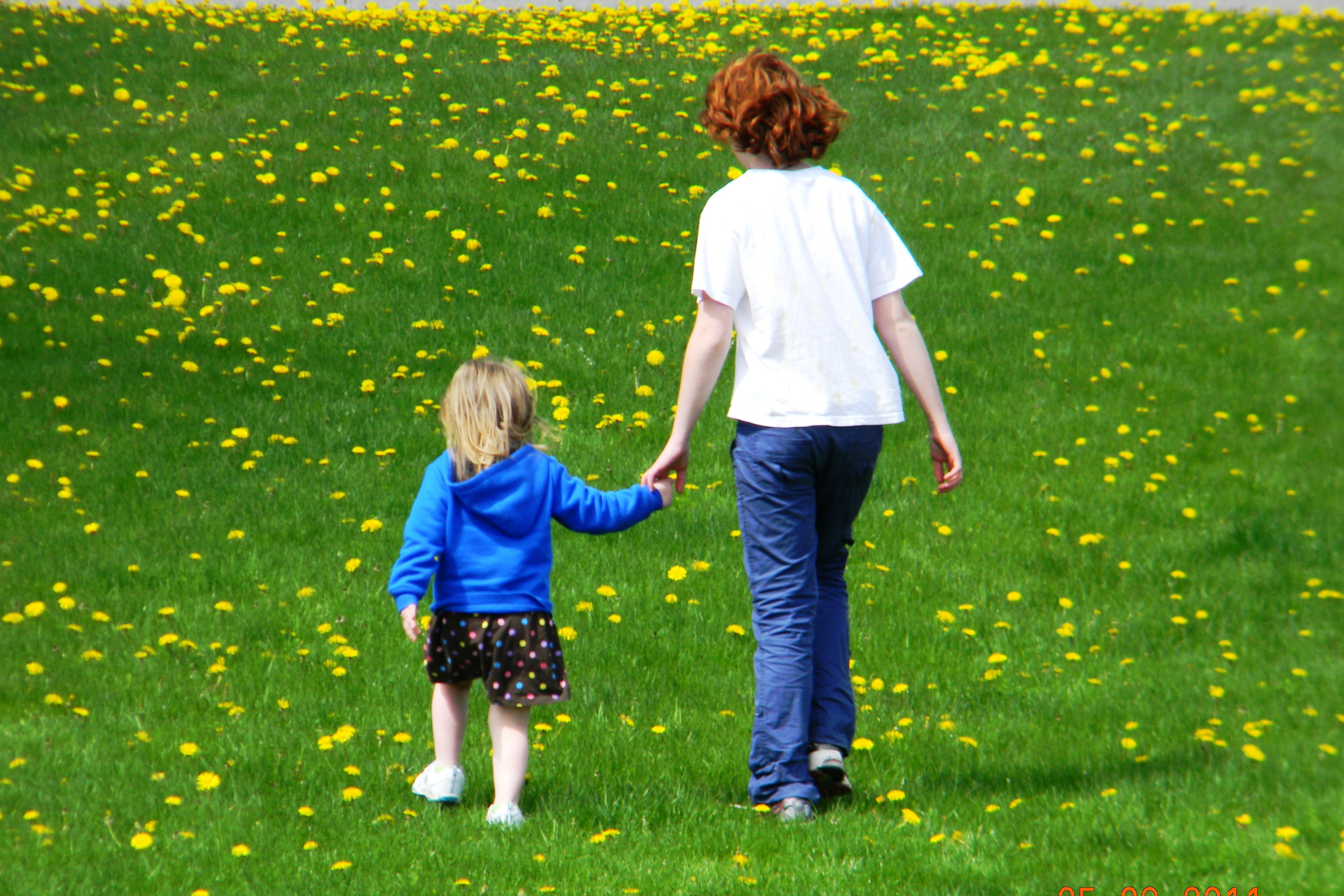
L'enfance est une phase de développement et d'apprentissage nécessitant la bienveillance. Ici deux sœurs marchent à travers une prairie, l'une, plus grande, guidant probablement l'autre.

Un enfant est un jeune être humain en cours de développement et dépendant de ses parents ou d’autres adultes. La convention relative aux droits de l'enfant définit l'enfance comme la période de la vie humaine allant de la naissance à 18 ans. Cependant, la définition de l'enfance peut différer quelque peu selon les disciplines qui traitent du sujet. Droit, psychologie, médecine ou biologie ne fixent pas exactement les mêmes repères. Ainsi, elle commence, soit à la naissance, soit à l'âge de la parole. Elle se termine soit à l'adolescence avec l'entrée dans la puberté, soit à l'âge adulte et à l'âge légal de la majorité civile, âge légalement différent d'un pays à l'autre. 
L'enfant est étudié plus spécifiquement par certaines disciplines comme la pédiatrie, en médecine, et de nombreuses spécialités médicales pédiatriques comme la pédopsychiatrie, la chirurgie pédiatrique, l'oncologie pédiatrique, etc. Dans le domaine des sciences humaines, elle est étudiée par la psychologie du développement, la psychologie de l'enfant et la psychologie de l'adolescent, les sciences de l'éducation. 
Le mot enfant désigne aussi une position relative à un parent, indépendamment de l'âge. « L'enfant de » renvoie alors au statut généalogique, à la filiation légale, ou encore à un lien affectif ou social.

## Définitions et étymologie
Le substantif épicène,, enfant est un emprunt, au latin, classique infans (« [celui] qui ne parle pas [encore] »,, puis, en bas latin, « garçon ou fille de six à quinze ans environ »), dérivé du participe présent de fari (« parler »), avec le préfixe in- à valeur négative,.
Les concepts d'enfance et les valeurs y étant afférentes ont beaucoup évolué de l'Antiquité à nos jours, selon les civilisations, les classes sociales et les contextes et la personnalité des parents. 
Le mot enfant peut être une désignation relative à la filiation, généalogique (voilà ses enfants) ou symbolique (enfant du pays) ; le mot figure aussi par extension un état moral opposable à l'état parent, et préliminaire à l'état adulte.

## Famille et environnement

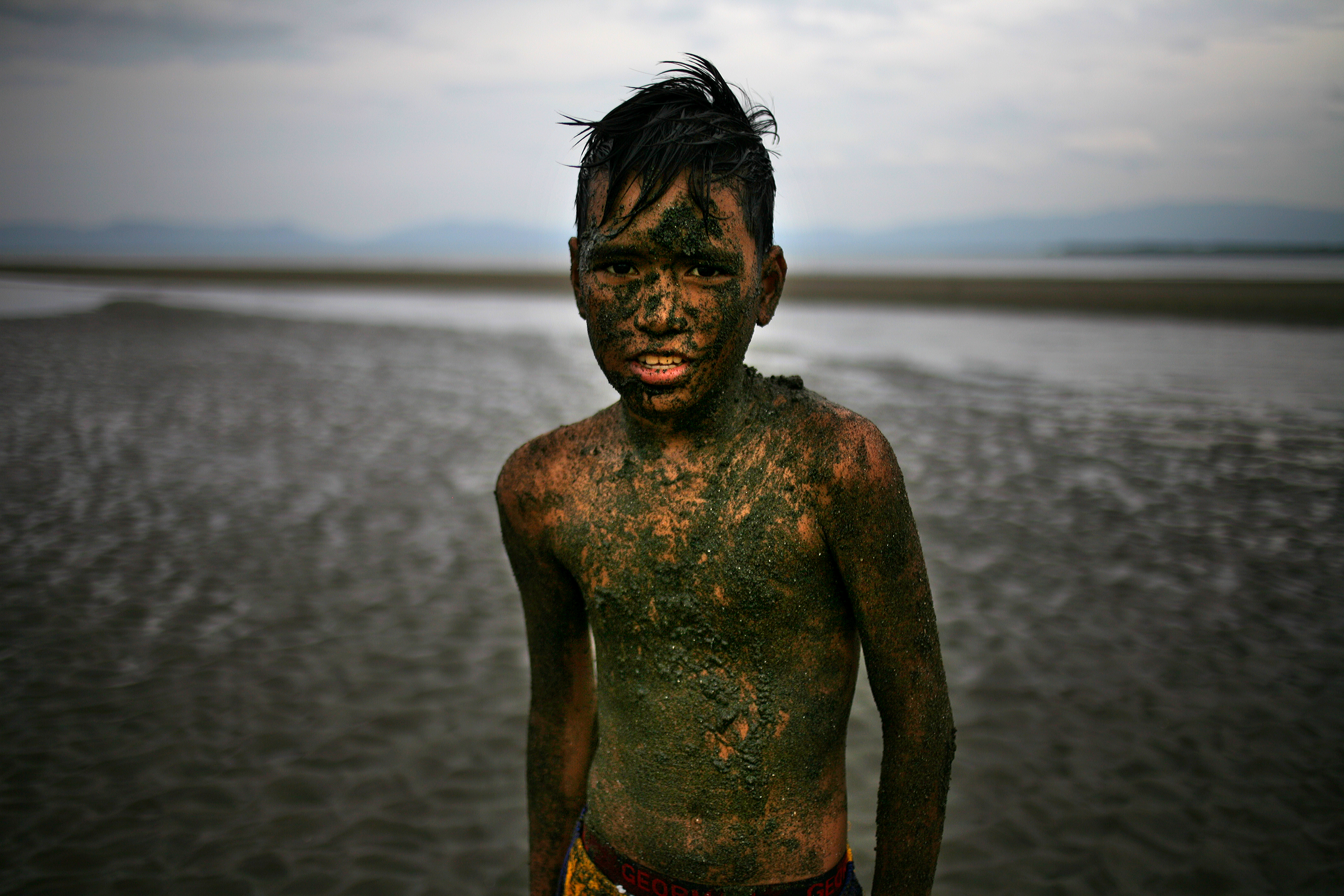
Un garçon couvert de cendres volcaniques sur les plages de Mindanao (Philippines).

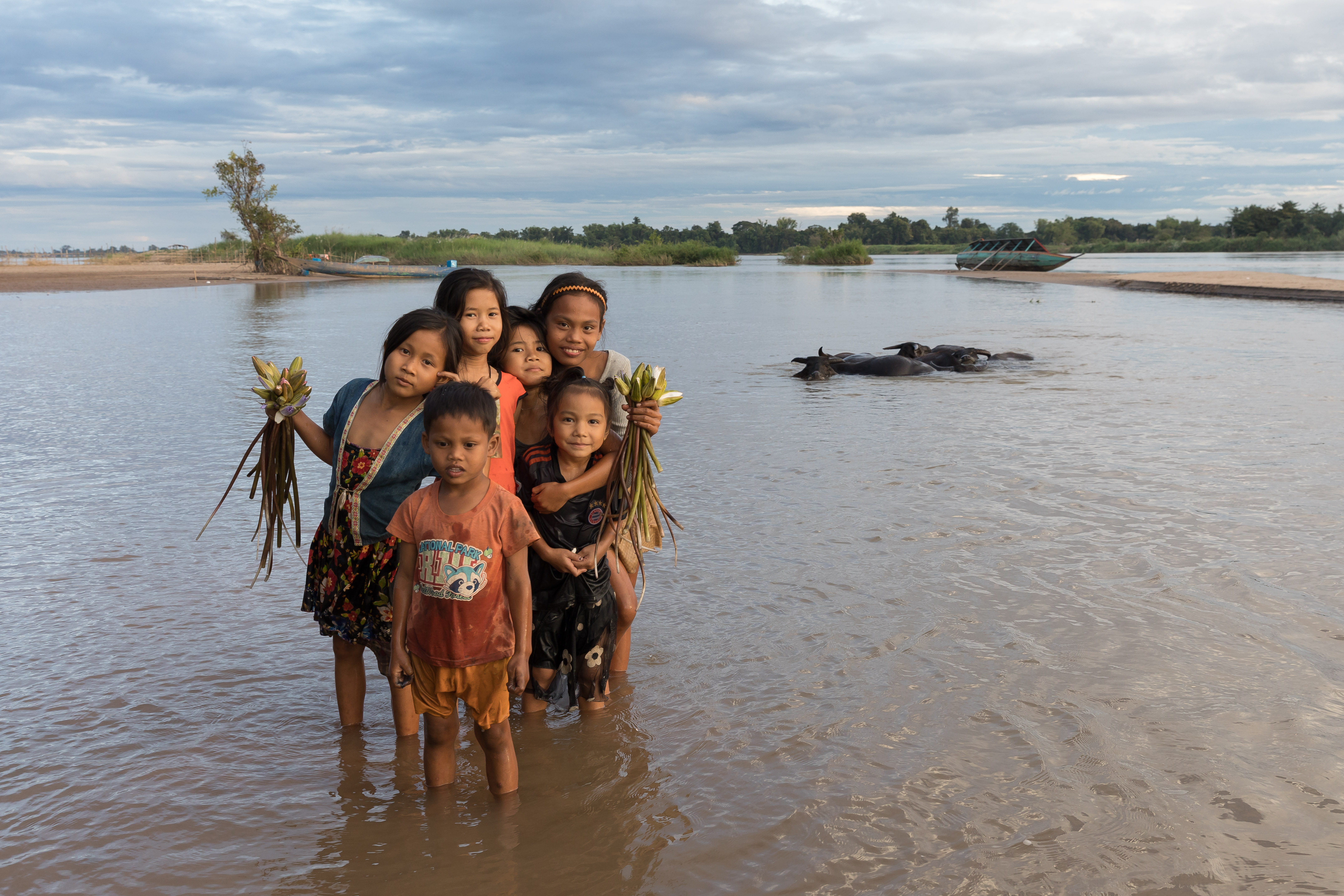
Six enfants sur le Mékong avec des lotus dans les mains, à côté de buffles, au coucher du soleil.

L'enfant est dépendant de son environnement et gagne petit à petit son indépendance. Les caractéristiques de son environnement, ses parents, sa culture, l'époque à laquelle il est né, influencent son développement et l'interaction entre l'enfant et son environnement doit être prise en compte pour mieux comprendre son développement, en particulier son développement psychologique.

## Mortalité et morbidité
La santé des enfants est étudiée de façon spécifique, objet d'une discipline médicale particulière, elle est aussi étudiée en géopolitique par le prisme des statistiques où l'on dénombre la mortalité infantile pour déduire des corrélations avec d'autres facteurs et éventuellement les corriger. Ainsi, la réduction du taux de mortalité infantile fait partie des Objectifs du millénaire pour le développement de l'Organisation des Nations unies.

## Éducation

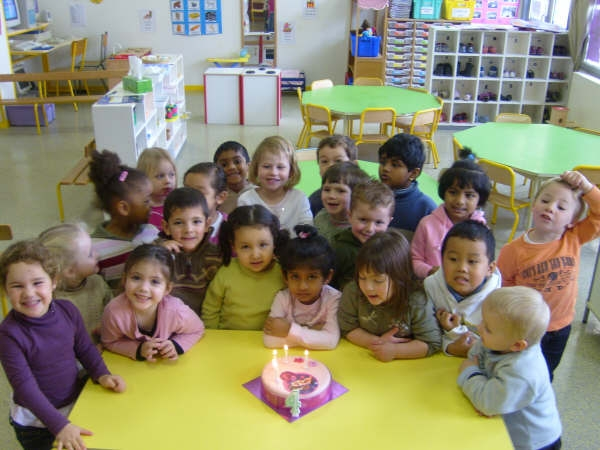
Enfants dans une école maternelle à Paris.

L'enfance étant nécessairement une période d'apprentissage, l'éducation (étymologiquement l'action de « guider hors de ») est souvent un sujet central quand il est question d'enfance. L'école est ainsi rendue obligatoire dans la plupart des pays du monde mais l'éducation touche d'autres domaines spécifiques comme celui de la littérature d'enfance et de jeunesse.
L'éducation, au sens général, désigne le processus de transmission ou d'acquisition de connaissances générales, de développement des pouvoirs de raisonnement et de jugement et de préparation intellectuelle à la vie mature. 
L'éducation formelle se déroule le plus souvent par le biais de la scolarisation. Le droit à l'éducation a été reconnu par certains gouvernements. L'éducation est obligatoire, mais l'école peut ne pas l'être, les options alternatives telles que l'enseignement à domicile ou l'apprentissage en ligne ont été reconnues comme des formes d'éducation valables dans certaines juridictions.
Dans certains pays (en particulier dans certaines régions d’Afrique et d’Asie), les enfants ne sont souvent pas scolarisés ou ne fréquentent l'école que durant de courtes périodes. Les données de l'UNICEF indiquent qu'en 2011, 57 millions d'enfants n'étaient pas scolarisés ; et plus de 20 % des enfants africains n'ont jamais fréquenté l'école primaire ou sont partis sans avoir achevé leurs études primaires. Selon un rapport de l'ONU, la guerre empêche l'éducation de 28 millions d'enfants dans le monde en raison du risque de violence sexuelle et d'attaques dans les écoles. La pauvreté, le travail des enfants, les attitudes sociales sont d’autres facteurs qui empêchent les enfants d'aller à l’école.

## Droit

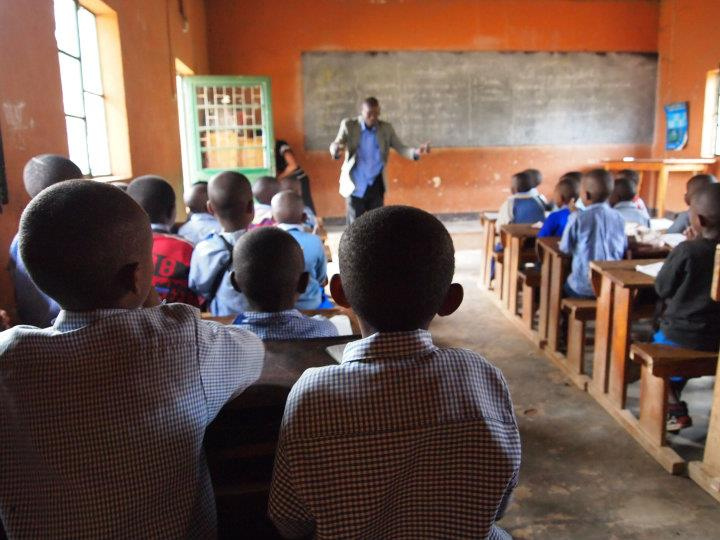
L'éducation scolaire est un droit des enfants, qu'elle se fasse en classe (comme ici au Rwanda), ou à distance.

Pour la loi, une personne qui n'est pas adulte est appelée mineur. Dans beaucoup de pays, cette limite est fixée à 18 ans, comme en France où la loi offre une protection accrue et où un « juge des enfants » est chargé de la protection des mineurs et des jeunes majeurs jusqu'à 21 ans.
S'il existe une distinction vis-à-vis de la loi, faisant notamment que la responsabilité des enfants ne peut souvent pas être mise en cause de la même manière que celle des adultes, il existe aussi une Déclaration des droits de l'enfant émise par l'Organisation des Nations unies, et qui à l'instar de la déclaration universelle des droits de l'homme proclame des principes élémentaires et universels que les sociétés doivent viser à respecter.
1 - L’enfant doit jouir de tous les droits énoncés dans la présente Déclaration.

Cette déclaration (« d'intention ») est enrichie par l'adoption le 20 novembre 1989, par l'ensemble des pays membres de l'ONU, de la CIDE (Convention Internationale des Droits de l'Enfant). Chaque État l'ayant ratifiée s'engage à appliquer cette convention. L'Unicef est le Fonds des Nations unies chargé de veiller à son application et de défendre les Droits des enfants partout dans le monde.

## Mauvais traitements
La loi impose le respect de l'enfant ; dans le cas contraire, on qualifie de maltraitance sur mineur les mauvais traitements envers toute personne de moins de 18 ans « entraînant un préjudice réel ou potentiel pour la santé de l’enfant, sa survie, son développement ou sa dignité ». L'Organisation mondiale de la santé (OMS) inclut dans ces mauvais traitements toute violence ou négligence, physique ou affective, notamment les sévices sexuels et l'exploitation commerciale.

## Travail

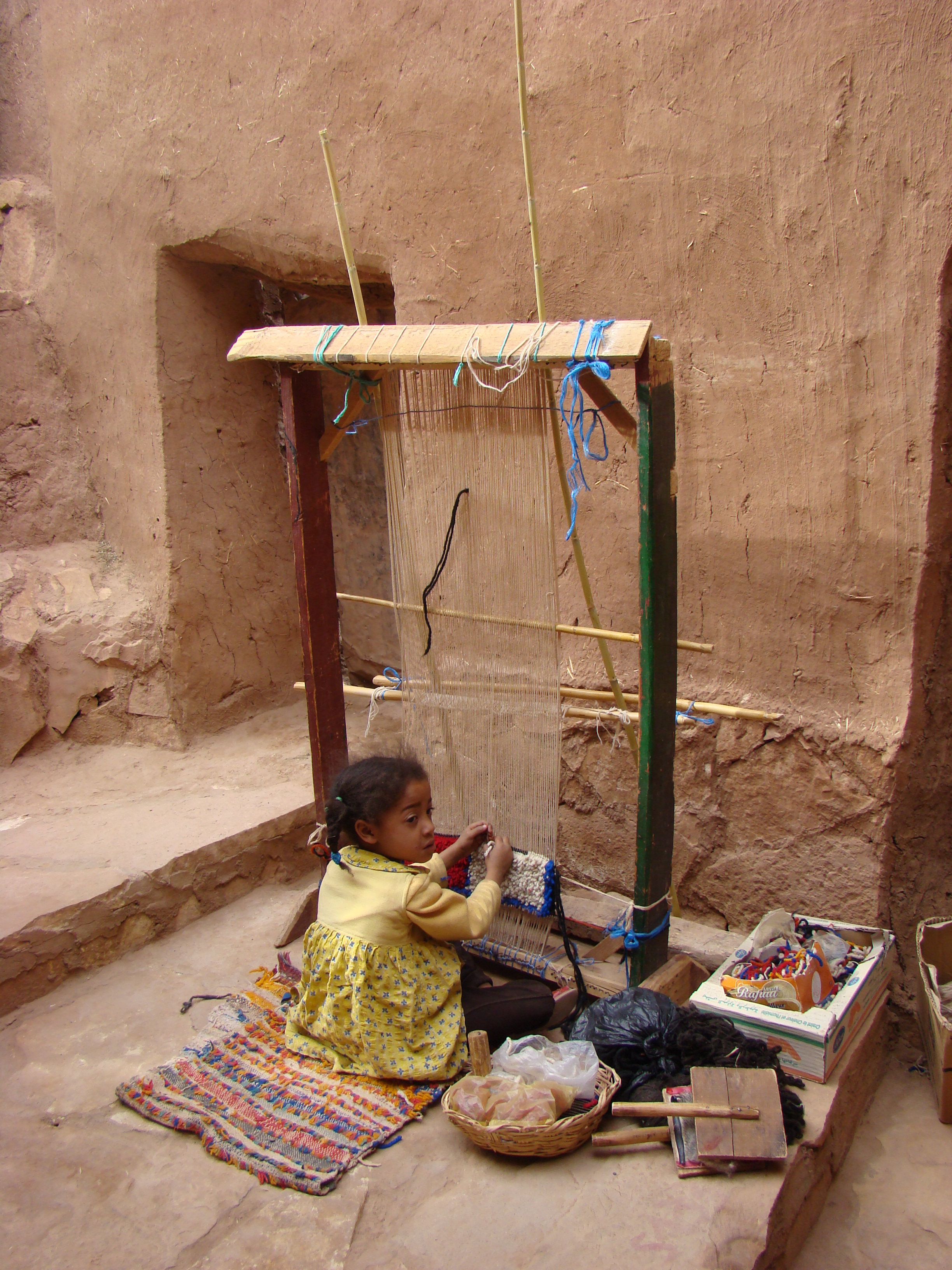
Jeune enfant travaillant seule. Photographiée à Aït-Ben-Haddou, au Maroc, le 17 mai 2008.

Le travail des enfants est défini au niveau international par l’Organisation internationale du travail (OIT) en comparant l’âge à la pénibilité de la tâche, distinguant le travail « acceptable » (léger, s’intégrant dans l’éducation de l’enfant et dans la vie familiale, permettant la scolarisation) et le travail « inacceptable » (trop longtemps, trop jeune, trop dangereux, etc.). C'est à cette deuxième catégorie que renvoie la notion de « travail des enfants », estimé en 2002 à plus de 210 millions d’enfants de 5 à 14 ans et à 140 millions d'adolescents de 15 à 17 ans, et globalement plus de 8 millions dans une des « pires formes de travail des enfants » (enfants soldats, prostitution, pornographie, esclavage moderne, trafic d'enfants...).

## Développement physique

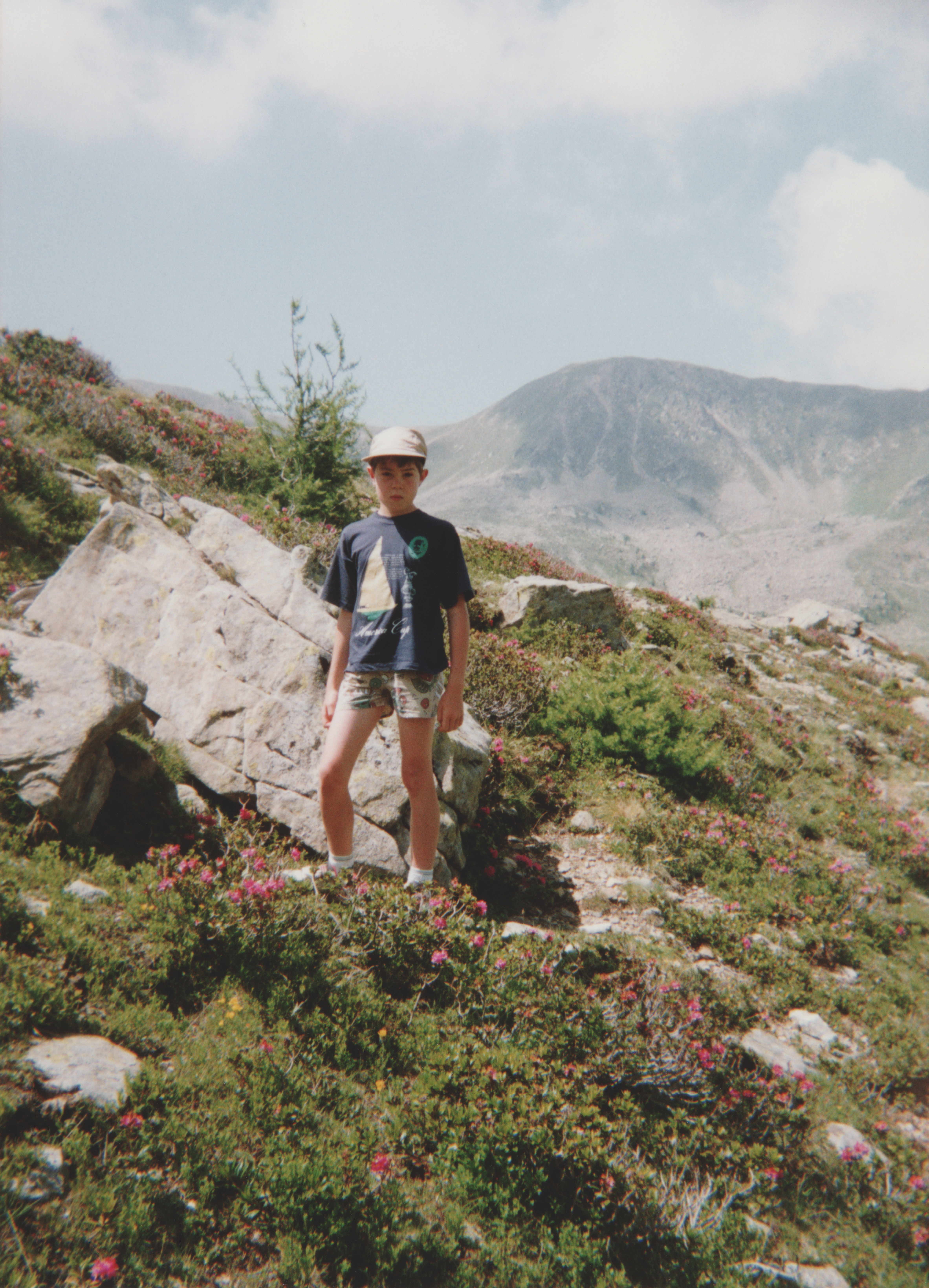
Enfant de 9 ans se promenant dans les montagnes - 1992.

Dans l'étude du développement de l'enfant, on distingue la croissance physiologique et le développement psychologique. 

### Avant la naissance
La fécondation marque l'origine de l'unité biologique de l'individu en devenir. En génétique, c'est le fait que cette cellule, appelé alors « œuf fécondé », devient zygote (elle possède deux exemplaires de chaque chromosome). On parle ensuite d'embryon à partir du moment où le système nerveux central commence à se mettre en place, c’est le stade de la neurulation. Physiquement, c'est le début de la différenciation de la tête, des doigts, des orteils, etc. Enfin et jusqu'à la naissance, il est question de fœtus quand les organes sont distincts et commencent à fonctionner, ce qui correspond environ 8 semaines après la fécondation, soit dix semaines d'aménorrhée.

### Taille et poids
Le développement staturo-pondéral est un paramètre important en pédiatrie pour surveiller le développement physique normal de l'enfant. C'est un des domaines de l'auxologie qui étudie la croissance des êtres vivants.
La croissance peut se poursuivre jusqu'à l'âge de 18 ans chez un homme et 18-19 ans chez la femme, et contrairement aux idées reçues, il n'est pas rare de grandir jusqu'à plus de 21 ans et il est impossible de prédire un arrêt de croissance ou de définir la future taille d'un individu quelconque.
Cette surveillance de la croissance peut porter sur plusieurs paramètres :
- poids ;
- taille ;
- périmètre crânien ;
- périmètre abdominal.

### Organes de reproduction
Si physiquement, le développement et la croissance de l'enfant restent plus ou moins continus, mais ne concernent que peu les organes génitaux respectifs qui ne sont pas encore matures, ni les éléments physiologiques de l'Identité sexuelle. Autrement dit, garçons et filles ont une croissance et un développement à peu près comparables, pour ce qui est de la silhouette, la taille, la musculature…
La distinction de développement se produira surtout à la puberté, période de transition de cet état d'enfant à l'état adulte, marqué par l'activation du système hormonal associé à la reproduction (principalement la testostérone pour les hommes, l'œstrogène et la progestérone pour les femmes). 
La sécrétion de ces hormones va engendrer un pic de croissance et permettre notamment la maturation de l'appareil reproducteur, mais aussi, le développement du système pileux, un changement de timbre vocal.

## Médecine et santé

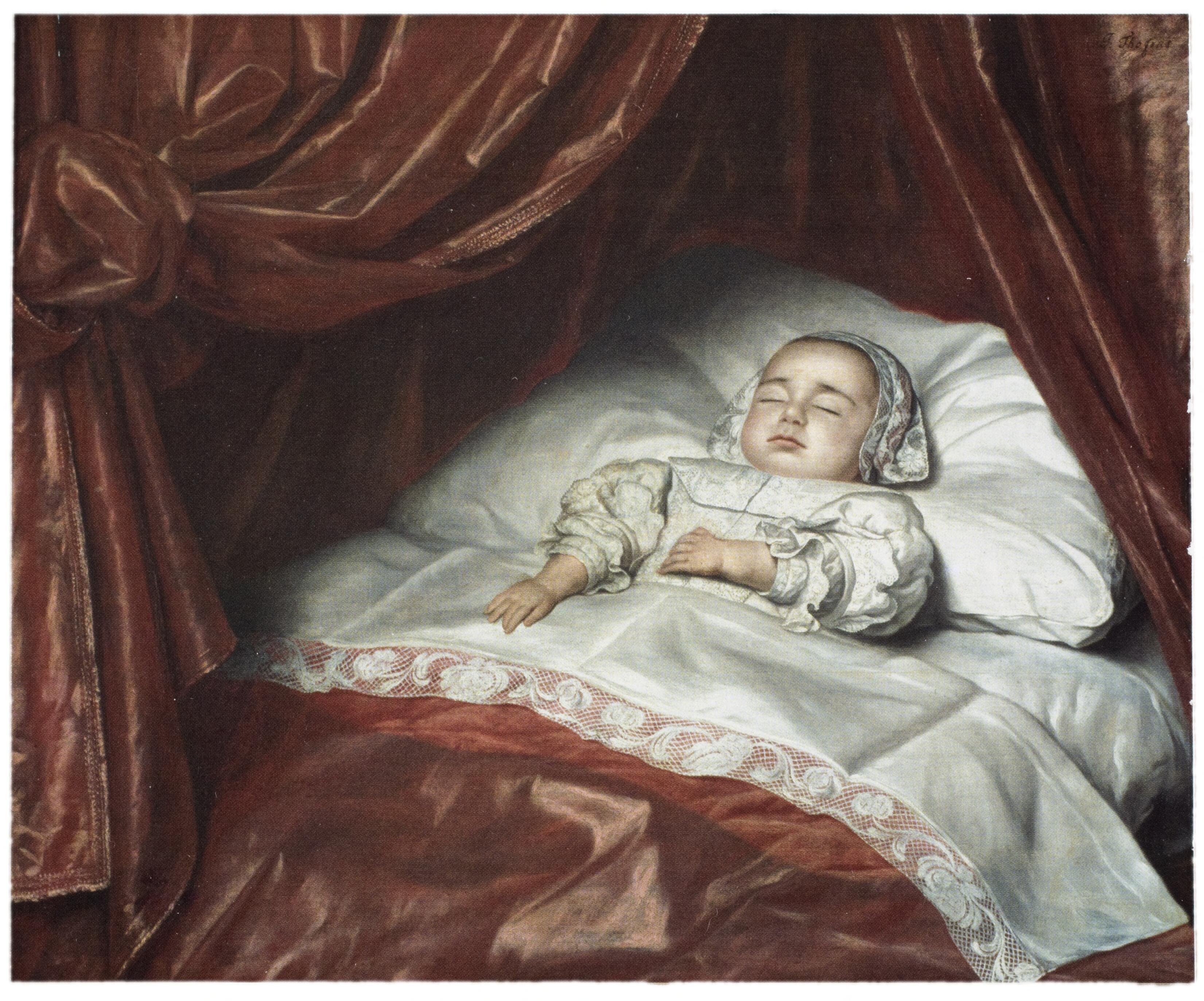
Portrait d'une fillette décédée, par (1682).

La pédiatrie est la médecine qui s'occupe des problèmes de santé des enfants, des spécificités du corps en fonction des âges de l'enfance, mais aussi des spécificités des traitements ou des soins à apporter, comme pour la prise en charge de la douleur chez l’enfant.
Le bon développement psychomoteur est évalué relativement aux étapes normalement franchies en fonction de l'âge dans quatre domaines distincts, la motricité, la préhension, le langage et la compréhension.

### Mortalité infantile

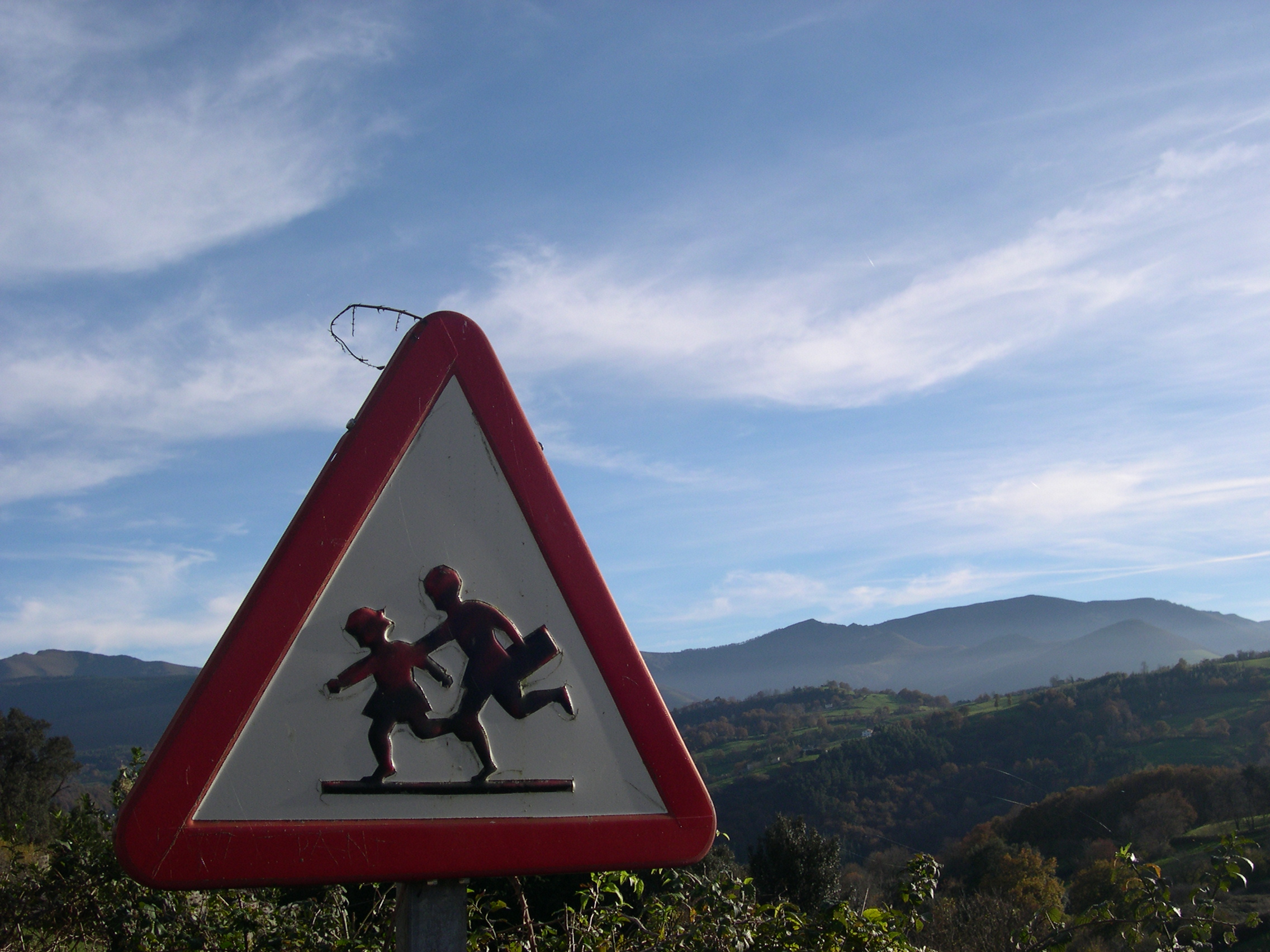
Prévention des accidents de la route aux abords des écoles.

La mortalité infantile est une statistique calculée en faisant le rapport entre le nombre d'enfants morts avant l'âge d’un an sur le nombre total d’enfants nés vivants. Cette statistique est exprimée pour 1 000 naissances (‰). Elle sert essentiellement à juger de la qualité des soins obstétriques et pédiatriques d'un pays.

### Douleur
La capacité à ressentir la douleur apparaît « dès 24-30e semaine de la vie fœtale », mais les filtres inhibiteurs se développent plus tardivement que les voies sensitives nociceptives, donc chez le petit enfant, le message douloureux est plus mal régulé, plus mal atténué, que chez l'adulte.
Curieusement, c'est le contraire qui a longtemps été prétendu grâce à des arguments qualifiés de pseudo-scientifiques par le docteur Daniel Annequin. La prise en charge de la douleur pour les opérations médicales, y compris les plus lourdes, n'incluaient pas de prise en charge de la douleur chez les nouveau-nés et les nourrissons, et ce au moins jusqu'à ce que la preuve de l'effet négatif sur le pronostic de survie soit scientifiquement apportée en 1987 par Kanwaljeet Anand, en même temps que la preuve de la capacité à ressentir la douleur et à y réagir dès avant la naissance.

### Immunologie
Immunosensibilité : l'enfant réagit mieux que l'adulte âgé à de nombreux microbes, mais son système immunitaire doit se former. Parfois, il réagit excessivement à certains microbes (cf. par exemple, la tempête de cytokines, souvent fatale produite par le système immunitaire des enfants face au virus de la grippe de 1918 ou le H5N1, là où les personnes âgées y réagissaient comme face à une grippe normale)[réf. nécessaire].

### Respiration
Respiration : parce que le nouveau-né et le jeune enfant en croissance ont des besoins en oxygène et en élimination de CO2 proportionnellement bien plus importants que l'adulte, la respiration de l'enfant diffère fortement de celle de l'adulte par 
- des muqueuses pulmonaires plus fines et fragiles, mais plus souples, avec des sécrétions souvent abondantes de mucus, une meilleure activité mucociliaire, une toux plus efficace et l'éternuement plus facile ou moins contrôlé que chez l'adulte ;
- une capacité et une fréquence d'inhalation proportionnellement bien plus importante chez le jeune enfant (rapportée au poids ou au volume corporels) ;
- un taux respiratoire (par rapport au poids corporel) plus important ;
  - trois fois plus que chez l'adulte pour des enfants de six mois à quatre ans ;
  - deux fois plus que chez l'adulte chez l'enfant de cinq ans à onze ans.

Ceci signifie que l'enfant est mieux équipé pour respirer, mais qu'il est - pour cette raison - plus exposé que l'adulte (dans les proportions indiquées ci-dessus) quand il inhale le même air pollué ; 
autrement dit : quand l'adulte absorbera un toxique gazeux ou en aérosol par inhalation à la dose 1 mg par kg de poids corporel et par jour, un enfant de six mois à quatre ans en absorbera trois, alors même (voir ci-dessous) que ses capacités de détoxications sont souvent moindres que chez l'adulte),.
Fumer du tabac pendant la grossesse et le tabagisme passif à proximité d’un enfant présente un fort risque pour sa santé et son développement[évasif].

### Toxicologie
- L'enfant porte volontiers les doigts et les objets à la bouche, risquant plus de s'intoxiquer (en mangeant de la terre polluée, des champignons, végétaux toxiques, écailles de peinture au plomb (comportement de PICA), etc). En été le risque de contamination transcutanée est également augmenté[22] ;
- L'allaitement est une voie de contamination (pour le plomb par exemple, ou pour certains toxiques que la mère aurait inhalés[22]) ;
- Le rapport eau/graisse varie beaucoup de la naissance à l'âge adulte puis à la vieillesse ; avant six mois, le bébé contient plus d'eau et moins de graisses. Son taux de graisse augmente ensuite pendant six mois puis diminue jusqu’à la puberté (sauf obésité ou surpoids). Pour cette raison, la distribution et toxicocinétique de molécules lipophiles ou hydrophiles varie considérablement selon l'âge[22] ;
- La toxicocinétique dépend aussi du taux de perfusion des organes. Or, elle varie fortement selon l’âge et le besoin de chaque organe. Par exemple, le cerveau non seulement est proportionnellement plus gros chez le nouveau-né, mais il a des besoins accrus entre trois et six ans[22], ce qui fait qu'il est fortement perfusé. Les toxiques passant la barrière hématoencéphalique ont plus de risque d'alors s'y retrouver qu'à l'âge adulte. La perfusion du foie est subitement diminuée dans les jours suivant la naissance (à la suite de la perte du cordon ombilical), mais elle sera plus importante (proportionnellement) chez l'enfant de 6 ans que chez l'adulte (ce qui compense une activité enzymatique encore réduite).

### Accidents domestiques
Les accidents domestiques de l'enfant sont les accidents qui surviennent à domicile ou aux abords du domicile chez les enfants de 0 à 14 ans ; avec les accidents de la vie courante, s'ajoutent les accidents scolaires, de sports et de loisirs.
Sont exclus de ces définitions : les traumatismes intentionnels (agressions, maltraitance...), les accidents de la circulation routière, et les accidents liés à des éléments ou catastrophes naturelles.

### Psychologie

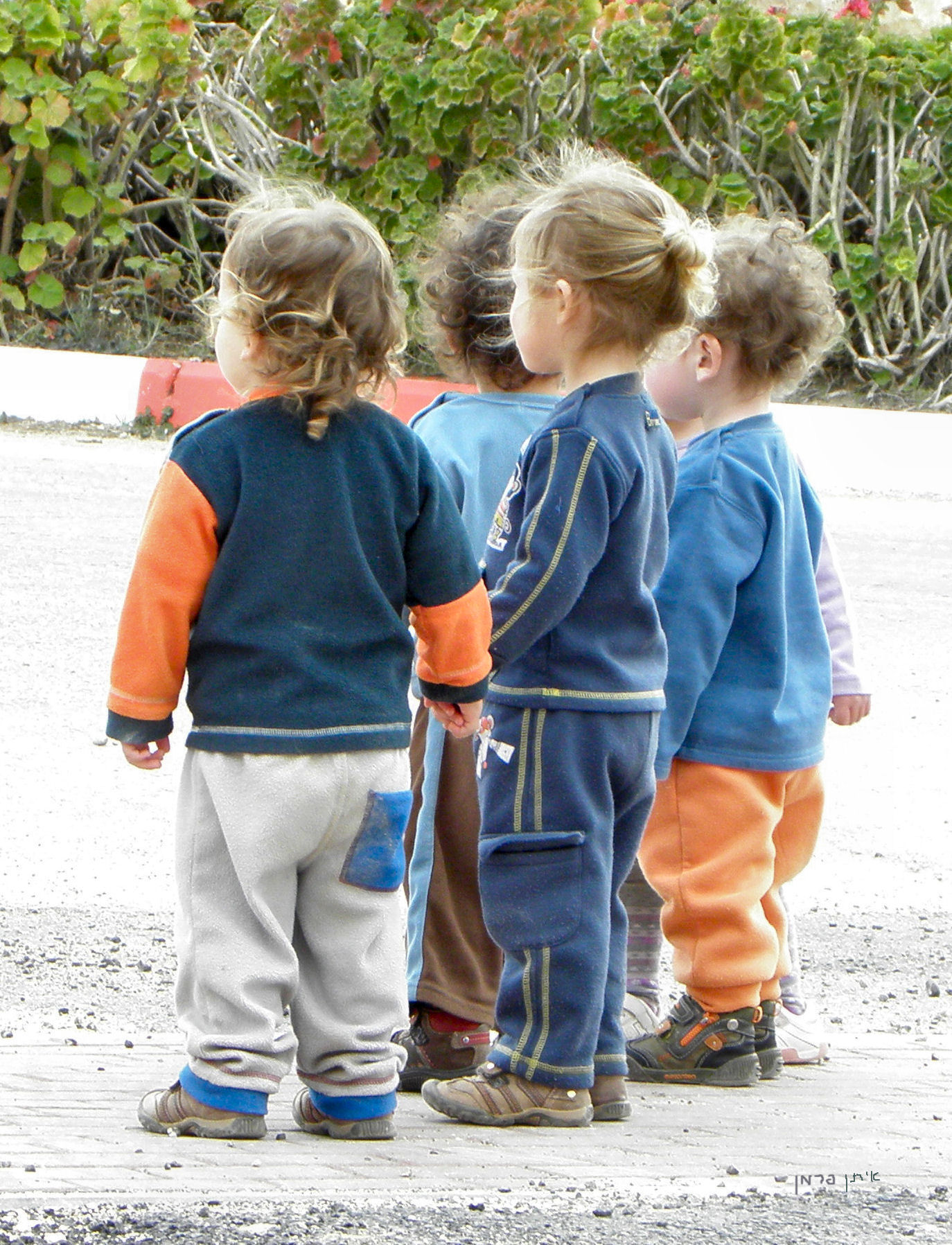
La station debout, étape du développement psycho-moteur de l'enfant.

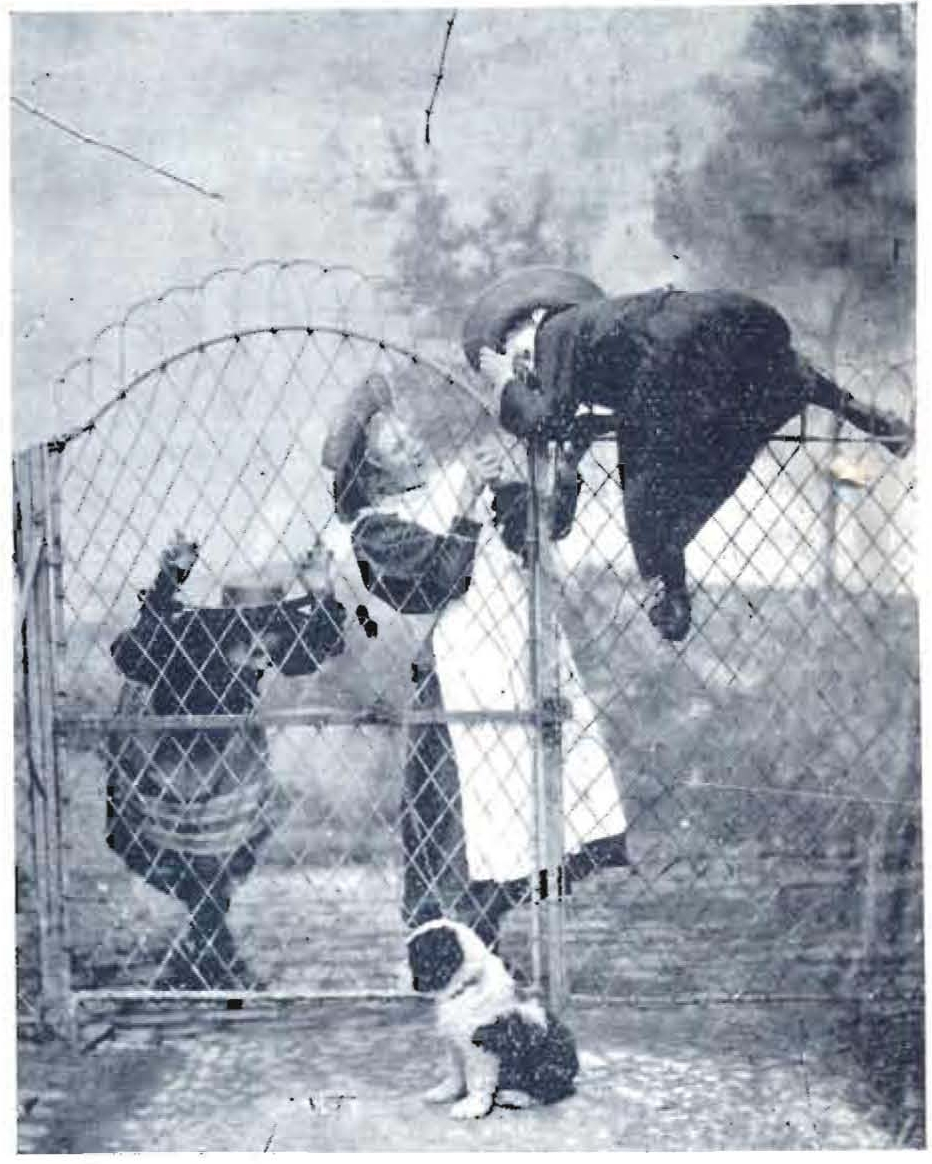
Enfants jouant (photographie de John Fitz-Patrick).

Les étapes ou paliers d'acquisition décrites par Jean Piaget ont permis de mieux comprendre le développement de la cognition et les liens entre les processus biologiques de maturation et les interactions avec l'environnement. Les approches béhavioristes puis néobéhavioristes ont permis de mieux comprendre les processus d'apprentissage comme l'apprentissage par imitation très étudié par Albert Bandura.  
Le développement affectif de l'enfant a été étudié historiquement dans la perspective de la psychanalyse et avec un accent sur la sexualité infantile et ses conséquences sur la personnalité et les troubles psychiques de l'âge adulte. Par la suite, sur la base des théories sur l’attachement animal établies par Konrad Lorenz d'une part, et Harry Harlow d'autre part, ainsi que sur ceux sur le développement humain de Winnicott (lui-même influencé par la psychanalyste d'enfants, Mélanie Klein), John Bowlby formalise la théorie de l'attachement. René Spitz formalise les effets délétères d'une rupture dans cet attachement avec la notion d'hospitalisme.  

Parmi les théories issues de la psychanalyse, celle de l'objet transitionnel qui rappelle à l'enfant l'état affectif dans lequel il est en présence de la mère.

Les psychanalystes influencent les travaux sur le développement social, parmi eux le psychanalyste et psychologue du développement Erik Erickson observe le développement psychosocial des enfants. 
De nos jours, la psychologie de l'enfant intègre de multiples disciplines, celles de la cognition, des neurosciences, des sciences de l'affect, des sciences sociales, ainsi que les disciplines annexes de la pédopsychiatrie et de la médecine, des sciences psycholinguistiques (étude de l'acquisition du langage), les sciences informatiques, et de nouvelles techniques d'imagerie.

## Dénominations populaires
- bambin
- chiard
- croet (dauphinois)
- drôle (occitan)
- fiston
- flot (Canada)
- gamin (Paris et Centre de la France)
- gone (Lyon et franco-provençal)
- gosse
- jong ou tiot (picard)
- ket (belge - bruxellois)
- kid (américain)
- lardon
- loupiot
- marmot, marmaille
- minot (occitan de Marseille)
- mioche
- morveux
- mouflet
- moutard
- môme
- p'tit (Canada)
- pitchoun (sud de la France)
- petiot
- poulbot
- rejeton
- ti-cul (Canada)
- timoun (créole Guadeloupéen et Guyanais)
- timanmay ou tianmay (créole Martiniquais)
- mi-enfants